# Гардімаа
Гардімаа (араб. غار الدماء) — місто в Тунісі. Входить до складу вілаєту Джендуба. Станом на 2004 рік тут проживало 19 688 осіб.